# Божији човјек (филм)
Божији човјек (грч. Ο Άνθρωπος του Θεού) је грчки биографски драмски филм на енглеском језику, из 2021. године, у режији Јелене Поповић.
Тема филма је живот Светог Нектарија Егинског. Филм Божији човјек је снимљен у америчко-грчкој копродукцији, према сценарију и у режији српске ауторке Јелене Поповић. Свјетску премијеру је имао 25. априла 2021. на престижном Међународном филмском фестивалу у Москви, гдје је добио награду публике у главној категорији.
Филм је имао вели успјех у биоскопима у Грчкој, а од 14. октобра 2021. се приказује у биоскопима у Србији. Патријарх Порфирије је у згради патријаршије у Београду угостио Јелену Поповић и вјерницима препоручио овај филм, као успјешан спој филма и промоције хришћанских вриједности.